# دنیس کاستیشن
دنیس کاستیشن (اوکراینی: Денис Русланович Костишин؛ زادهٔ ۳۱ اوت ۱۹۹۷) بازیکن فوتبال اهل اوکراین است.
از باشگاه‌هایی که در آن بازی کرده‌است می‌توان به باشگاه فوتبال دنیپرو اشاره کرد.
وی همچنین در تیم‌های ملی فوتبال Ukraine national under-18 football team, Ukraine national under-19 football team، و Ukraine student football team بازی کرده‌است.